# Svatopluk Čech (Fagottist)

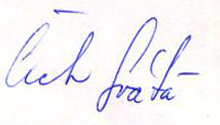
Čechs Unterschrift

Svatopluk Čech (* 1947) ist ein tschechischer Fagottist, Bassgitarrist und Rocksänger. 
Der Sohn des Musikers František Čech Pražský und Bruder des Rockmusikers František Ringo Čech gründete mit diesem die Rockgruppe Shut up, der er als Bassgitarrist und Sänger angehörte. Mit Jiří Korn gründete er 1967 die Pop-Rock-Gruppe Rebels. Als klassischer Fagottist gehörte er dem Prager Sinfonieorchester an. Sein Sohn Svatopluk Čech  ist Perkussionist im Prager Sinfonieorchester.